# Hnilčík
Hnilčík (maďarsky Hnilczek, Kishnyilec, německy Eisenbach) je obec na Slovensku v okrese Spišská Nová Ves, v Košickém kraji. V obci žije 535 obyvatel.

## Polohopis
Obec se nachází v severní části Slovenského rudohoří v údolí Železného potoka.

### Sousední obce
Obec sousedí s obcemi Hnilec, Nálepkovo, Spišská Nová Ves, Teplička, Závadka

### Části obce
Dolný Hnilčík (Jerohuta), Chotár, Roztoky, Gezwäng, Zimní dolina, Furmanec, Cechy, Štolvek, Bindt.

### Vodní toky
- Železný potok (historicky Eisenbach, též Malý Hnilec nebo Malá Gelnica)
- Ráztoka
- Zimní potok (historicky Kalt Bach)

## Symboly obce
Heraldická komise Ministerstva vnitra Slovenské republiky po projednání doporučila přípisem č.j. HR 154 / H-75/97 dne 26. května 1997 schválit obecnímu zastupitelstvu obce Hnilčík znak. Zároveň byl znak zaevidován do heraldického rejstříku SR v této podobě: „V zeleném štítě geometricky stylizovaná Panna Maria, vlevo v náručí s Ježíškem, postavy jsou stříbrné, zlatě korunované, zlatě nimbované, oděné ve stříbrném, zlatě lemovaném šatě, provázené vpravo černými kladívky se zlatými zkříženými topůrky“.
Kromě toho byla definována obecní vlajka takto:
„Vlajka obce sestává ze čtyř vodorovných pruhů v barvách zelené, bílé, žluté a černé. Vlajka má poměr stran 2:3 a ukončena je třemi cípy, tj. dvěma zástřihy, sahajícími do třetiny jejího listu.“
Obecná pečeť má takovou oficiální podobu:
„Je kruhová, bez heraldického šrafování. Ve středu pečetního pole je zvolen obecní symbol, který může být zobrazen i bez štítu. Kruhopis pečeti zní: OBEC Hnilcik.“
Uznání obecních symbolů předchází archivní výzkum historických reálií a jejich zpracování do návrhu obecního znaku, pečeti a vlajky (Žifčák, 1997).
Hnilčík měl už na konci 18. století takovou vyvinutou administrativu, že dokumenty ověřoval vlastní pečetí. Její otisk se našel na písemnosti z roku 1801. Pečeť má průměry 17 mm a 20 mm a má ve svém poli umístěnou stylizovanou Madonu s dítětem, vpravo se zkráceným názvem osady „HNIL“ a vlevo se dvěma zkříženými hornickými kladívky. Předpokládá se, že pečetidlo si dali vyrobit již v osmdesátých letech 18. století.

## Historie
V dnešní podobě vznikl Hnilčík až v roce 1961 (vytvořením katastru spojením Horního Hnilčíku – osady Hnilčík – do té doby místní části Spišské Nové Vsi a Dolního Hnilčíku – obce Hnilčík, jakož i Bindtu a Roztok). Tato skutečnost je odrazem historického vývoje osídlení dvou částí, patřících do sféry města Nová Ves (Iglov) a markušovských pánů z rodu Máriássy.
- 1290 – první písemná zmínka, listina hraběte Batize a jeho bratrů o šoltýském osídlení území Malého Hnilce (Parva Gnylnycz) – uvedeno v listině z roku 1315
- 1328 – písemnou zmínku o dolním Hnilčíku nacházíme v listině spišského hraběte magistra Willermusa („Magister Willermus, Comes de Scepus ..“), dnes uložené v Maďarském státním archivu v Budapešti. V této listině z roku 1328 se uvádějí osady patřící hrabětem Janovi a Michalovi, synům Markovým, a Štefanovi, synovi Marka, které se nazývají Svatý Michal Pán, Lieskovany, Železný potok, Vondrišel a Teplička (... „possessiones Comitis Ioannis et Michaelis filiorum Marcus, Stephani, filii Markus, Szent Mihaly Úr, Liskuan, Eisenbach, Vagendrusz et Toplicza vocatam ... “)
- 1383 – v soupisu novoveského rychtáře Jana Kuncha popis několika dvorů patřících městu, lokalizovatelných na území dnešního Hnilčíku
- 1412 – při reambulaci sporné hranice mezi městem Iglov a vlastnictvím Máriášiů popis hnilčíckých lokalit a zmínka o opuštěných dolech a hutích v údolí Železného potoka (katastrální listina města)
- 1437 – listina o násilných konfliktech o doly na hnilčíckém Stangenbergu a Altenbergu
- Konec 16. stol. – Oživení hornictví mědi na Hnilčíku
- 1599 – novoveský měšťan Jaroschek postavil huť na zpracování starobylých struskových hald obsahujících měď (Jero huť)
- 1639 – Szontágh Gáspar (největší dobový novoveský důlní podnikatel a velkoobchodník) těžil na Grajnáru, Kráľové hoře, Knolu, Grétlu, Žigmund Reiser a Ludevít Walsdorf na Knolu (Šmelko, 2000), Gaspar Mum na Bindte, Rosenberg na Roztokách, Bastel Weisz v údolí Železného potoka měď, Bastel Schellbach na Gretlu, Jarošek v údolí Železného potoka železnou rudu, Münnich otevírá nový důl na Glänzenu.
- 1669 – Gaspar Sontagh těží na Gretlu, Grajnáru a v jiných hnilčíckých lokalitách, podobně jiní těžaři
- 1749–1764 – doly Velkého Bindtu vytěžili 5 273 vídeňských centů mědi (280 t) obsahující Ag.
- 1753–1765 – těžaři z Hnilčíku vytěžili 9 271 vídeňských centů (cca 570 t) mědi (hlavně ze žíly Gezwäng).
- 1765 – Záznam o novoveském dole Greinen Stollweg (Štolvek), proslulém produkcí nejjemnější mědi
- 1766 – Novovesští těžaři požádali o vstup do Sdružení hornouherských těžařů – v listině soupis měďných dolů, o. i. Gretel, Rinnergang, Greinen Stohl Stollweg a Malá Knola.
- 1772 – Dekonjuktura hornictví ve Spišské Nové Vsi. Fungovalo pouze 16 dolů, v hnilčíckém prostoru důl na měď Glänzen (těžaři Jony, Szulyowszky, Grünblatt, Pongrácz, Glatzinger, Ujházy, Berzeviczy), Rinnergang na měď (těžaři Grünblatt, Glatzinger, Ujházy, Meerwaldt, Zittkowszky), Greta na měď (Schneider , Jony, Elstermann, Grünblatt, Szulyowszky, Meerwaldt, Zittkovich, Szontagh, Pongrácz, Berzeviczy a Izdenczy), na Štolveku štola svatého Michala na měď (Grünblatt, Korabinszky), na Borovniaku (v Roztokách) důl na měď (Rheihländer, Szontágh, Majerčík resp. Mariantsik).
- 1776 – otevření nových dolů na Gretlu a Malé Knole – těžař Benigny
- 1779 – V novoveském katastru funguje 16 měďnorudných dolů: v hnilčíckém prostoru Štolvek (Stohlweg) jako ziskový (hlavní těžař hrabě Csáky), Český důl (těžař Greisinger), Schönhengst (Schienhenst) důl (Benigny), Gezwäng – ziskový (Martin Grünblatt), Putnok – ziskový důl – hlavní akcionář Bodó, Rinnergang (Szontágh), Glänzen – Víztárna (Gál), Stangenberg (Eötvös), na Suchém vrchu a na Muráni (Dürr Wies – těžař Pavol Jony). Nově otevírají železné doly: na Grételském kopci Máriássy, Szentmiklóssy a Ján Demian, na Stangenbergu Szentmiklóssy, V Roztokách a v údolí Železného potoka Máriássy.
- 1780 – Hnilčík (jako Hnilcsik) zaznamenaný na administrativní mapě Spišské župy (autor: Andrej Marko); na nejstarší mapě Spiše (Pavol Kray – rok 1723) Hnilčík není uveden.
- 1780 – přípis prvního spišského biskupa Karla de Salbeka – vysílá dvou kněží jako misionáře do spišských vesnic bez vlastní farnosti, kromě jiného do „obou Hnilčů“, je mezi nimi první hnilčícký kněz Žikmund Mankach (páter – minorita).
  - Nejstarší zápisy farního úřadu v Hnilčíku, v nich náznaková zmínka o tom, že obec (filiálka Malého Hnilce) byla pojmenována po jistém pražiči, který se jmenoval Jore (Hadri). Farnost (s částmi Hnilčík – osada, Hajgrund s novoveskými Roztokami, Joreho huť, Kvasnica, Roztoky–obec, Binith, se Sontangrundem) má 777 obyvatel, z toho 710 katolíků, 67 nekatolíků.
- 1783 – Na mapě Samuela Köhlera je na Železném potoku uvedená Gezwänghuta, ležící kousek nad hamrem České hutě (Czechenhutta hamr), pravděpodobně Jarošekové hutě.
- 1784 – Stížnost horníků z Hnilčíka (ŠA Levoča)
- 1785 – Revize sporu horníků z Hnilčíka s Mariášiovými kvůli útlaku (ŠA Levoča)
  - Zřízení fary v Hnilčíku a Hnilci (ŠA Levoča)
  - Urbářský spor obyvatel Hnilčíku (ŠA Levoča)
- 1786 – Stížnost horníků z Hnilčíku na panstvo panovníkovi (ŠA Levoča)
- 1787 – Stížnosti poddaných Hnilčíku na panstvo (Mariašiovcov)
- 1792–1793 – V Hnilčíku byl postaven dřevěný kostel (Povýšení sv. Kříže) se 40kg zvonem převezeným z Markušovců (s erbem rodu Mariášiových) z roku 1767. Iniciátorem byl farář Honorius Veselský; postaven z nařízení císaře Františka I. (1792–1835).
- 1848 – vymanění se dolního Hnilčíku zpod feudální závislosti na markušovském panstvu.
- 1849 – cholerová epidemie v Hnilčíku
- 1856 – arcikníže Albrecht nabývá právo dobývat železnou rudu v Bindtu a financuje rozvoj důlního závodu.
- 1858 – Oprava kostelů v Hnilčíku (ŠA Levoča)
- 70. roky 19. st. – Právo dobývat železnou rudu v Roztokách odkoupila Rakousko–uherská kapitálová vysokopecní společnost (Oesterreichische – ungarische Hochofengesellschaft Wien; v letech 1872–1873 vystavěla úzkokolejky Roztoky–Markušovce.
- 1870 – v Bindtu postavena první pražírna železné rudy.
- 1871 – Začala výstavba školy v Bindtu (vyučování začalo 1. 1. 1874).
- 1873 – cholerová epidemie v Hnilčíku (14 obětí)
- 1872–1873 – Vybudování úzkokolejné železnice Bindt–Markušovce délky 6,8 km (fungovala do 23. března 1939).
- 1878–1880 – Bindt – postavené dřevěné domky pro dělníky a úředníky, provozní budovy (dílny, úpravna) a lidová škola pro zaměstnance závodu
- 1879 – Zavření kostela a špatný stav fary v Hnilčíku (ŠA Levoča)
- 1880 – Záznamy učitele J. Kovalčíka: dolní Hnilčík má 74 domů a 573 obyvatel (z toho 10 Němců, zbytek Slováci)
- 1882 – Důlní majetek na Gretlu nabyla Hornoslezská kapitálová společnost. Ruda se vozila do hutě Pokój (Lazar, 1973).
- 1882 – Postavena kaple v Jerohute (Krestian), obnovena v roce 1930 za 42 644 korun
  - Začátek výstavby nového kostela v Hnilčíku. Ministerstvo financí v Budapešti rozhodlo o financování nového kostela již 14. srpna 1879, dva roky trvalo provedení plánu, na stavbu bylo vyčleněno 9 500 zlatých. Na výstavbu byl vypsán souběh, vyhrála firma Andrej Roth ze Spišské Nové Vsi (Hadri), slavnostní výkop stavby – 9. července 1882, ukončení – 30. června 1885. Farní kostel v osadě byl nakonec financovaný rakousko-uherským státem za 24 000 zlaťáků. (Krestian, Obecná kronika). Kostel byl zasvěcen svatému Kříži a budován podle projektu Ing. J. Kepplera v neorománském slohu.
- 1891 – Majitelem dolů v Bindtu se stává důlní společnost arciknížete Fridricha (Hadri)
- 1892 – Závod Roztoky koupila Hornoslezská želez. úč. společnost od Vítkovického báňského a hutního těžařství
- 1894 – Majitelé Bindtu postavili na Železném potoku vodní turbínu o výkonu 30 HP, sloužící pro pohon dynama typu Thomson-Houston; hydroelektrárna pro závod Bindt pro pohon elektrických vrtaček Marvin, později Siemens-Halsch, po roce 1904 i pro celozávodní účely (osvětlení povrchových provozů), v době vzniku první výkonnější výrobna elektrického proudu.
  - Bindt – zavedení mechanického vrtání, v dole zavedené vrtné stroje typu Marvin (elektrické solenoidové vrtačky)
- 1895 – Zřízeno zdravotní důlní středisko na Bindtu pro Bindt a Roztoky (Obecní kronika). Byl tam jeden lékař a lékárna. Na Bindtu a v Roztokách byly zřízeny samostatné nemocnice se čtyřmi, resp. 5 lůžky. Lékařské ošetření poskytovalo bezplatně členům nemocenské pokladny (lidově krankenkasy) a jejich rodinným příslušníkům. Mimo nemocenského na dolech bylo i penzijní pojištění – důchod dostali zestárlí, invalidní horníci a jejich vdovy a sirotci.
- 1896 – Roztoky – biskupem Párfym založena Báňská římskokatolická lidová škola, financovaná hornoslezskou akciovou společností. Později byla odkoupena markušovským závodem Báňsko-dřevařské společnosti v Bratislavě a financována do roku 1926. Od roku 1930 část dětí přechází do školy, zřízené v bývalé hydroelektrárně.
  - Použití vrtných strojů s elektromotorovým pohonem typu Siemens-Halske
- 1901 – Elektrifikace železnice Bindt–Markušovce
  - Bindt – postavena první parní lokomobila k výrobě elektrické energie pro elektrifikovanou úzkokolejku a pro jiné provozní účely.
- 1902 – Bindt – druhá pražírna postavena firmou Oberschlesiche Eisenindustrie AG, od roku 1910 v souvislosti s těžbou v Nálepkově rozšířena o 6 pecí
  - Bindt – vyhloubení šachty Štefani – elektrický tažný vrátek s 2 bubny a příslušenstvím pro jízdu mužstva na laně, pohon elektromotorem 37,7 kW. V roce 1908 dosáhla hloubku 120 m. (Schifter).
  - Vybudovaná stanice báňské železnice Štación – zásobníky na rudu a třídírna (lidově rajty).
  - Šafárka: vybudovaná třídička rudy. Ruda se z vagónů vyklápěla pomocí kruhového výklopníku. Vozík se do výklopníku zasunul a po uvolnění vyklopil změnou těžiště. Po vysypání se zase změnila poloha těžiště (podvozek vozíku těžší než korba) a vozík se překlopil do původní polohy. Výklopníky používali i na Bindtu a v Roztokách.
  - Osvětlení povrchových provozů elektřinou v Roztokách. Elektricky byly osvětleny i všechny hornické rodinné domy dělníků a techniků v Bindtu (do roku 1939) a v Roztokách (do roku 1935). Při likvidaci dolu Bindt Báňská a Hutní společnost se sídlem v Máriahute nabídla elektrárnu v Hnilčíku obci na prodej, tehdejší představitelé neprojevili zájem.
- 1903 – Bindt – hloubení šachty Štefan
- 1904 – Roztoky – po vyhloubení šachty Martin, na ní namontovaný parní tažný vrátek.
  - Byly zavedeny vrtné pneumatické stroje typu Fröhlich a Klüpfel s umělým výplachem vstřikováním vody do vrtu pomocí čerpadla Worhington s pneumatickým pohonem (Roztoky, GRETA)
  - Roztoky – ražení štoly Martini a budování těžní věže.
  - Roztoky – postavená kotelna na výrobu páry pro šachtový těžní stroj šachty Martin.
- 1905 – Postavení úpravny – třídírny rudy
  - Bindt – Rakouská důlní a hutní společnost zaměstnává 564 dělníků, – Hornoslezský hutnický průmysl, a.s. 407 dělníků, v Roztokách – Hornoslezská železářská a.s. – 564 dělníků.
- 1906 – Závod v Bindtu koupila Báňská a hutní společnost Vídeň.
- 1907 – Bindt – vybudování mechanické úpravny (mokrá gravitační úpravna). Kusová ruda podrcená na 35 mm se probírala na přejímacích stolech a frakce 35–26 mm na otočných stolech. Drobná frakce se třídila na pístových sazečkách typu Humboldt. Frakce pod 3 mm byla dodávána železárnám v syrovém stavu, frakci nad 3 mm sázeli do pražírny.
  - V dolech (Bindt, Roztoky) použity první agregáty typu Ingersoll Temple Drill americké firmy Ingersoll Rand Co. – Elektropneumatické vrtné stroje s energetickým agregátem (ektromotorem a kompresorem).
- 1907–1909 – Zavedení karbidových lamp typu Freimann a Wolf, (karbid vápníku objeven v r.. 1894)
- 1910 – Bindt: vybudování lanovky Bindt – Nálepkovo, délka 4,5 km
  - Pražírna firmy Gleiwitz z roku 1902 rozšířena na 12 pecí a spojena lanovkou typu Pohlig na parní pohon délky 4 526 m a s převýšením 67 m s Nálepkovem (po zrušení tamní pražírny).
  - Mokrá úpravna Báňské a hutní společnosti v Bindtu doplněna o nové zařízení – pojízdné síto, pomocí kterého se kusová ruda zavážela dle potřeby do zásobníků přejímacích stolů.
  - Bindt – instalován elektrický vrátek na úpadnici v důlním poli Robert, na povrchu používaná koňská doprava.
  - Greta – koňskou trakci na trati mezi štolou Anton a Šafárkou vystřídaly benzinové a benzolové lokomotivy s různými výkony. Na povrchu používána i koňská doprava, zčásti benzinové lokomotivy fy Ruhrthaler Maschinen fabrik, rozchod koleje 450 mm. Benzolové lokomotivy byly odstaveny v letech 1947–1948.
- 1913 – Hloubení šachty Róbert (Robertim) – Bindt
  - Roztoky – vybudovaná brzdová svážnice.
- 1914 – Koncem července narukovali všichni hnilčíčtí bojeschopní muži ve věku 21–40 let, později i starší do věku 60 let a mladší od 17 let. Od roku 1915 bylo možné požádat o propuštění horníků z vojenské služby na práci do dolu (Krestian).
- 1914–1916 – Roztoky – používání kapalného vzduchu na trhací práce (světový unikát v hornictví). Vybudované zařízení na výrobu kapalného vzduchu typu Heylandt při ústí štoly Josef. Nálož se odpalovala elektricky. Způsob se zkoušel i při ražení Nové štoly. Zkapalněný vzduch se přenášel na pracoviště ve volné nádobě. Náložky byly z papíru a naplněné dřevěnými pilinami. Náložky se ponořily do tekutého vzduchu a dobře nasáklé se vkládaly do vývrtů. Naložené vývrty se ucpaly hlínou a odpálili z bezpečného místa. Při zkoušce na Nové štole došlo k úrazu (nahromadění výparů a předčasnému výbuchu s třemi zraněnými).
- 1915 – Bindt – zavedené příklepové pneumatické kladivo typu Flottmann
- 1919 – Bindt – 130 povrchových zaměstnanců, 227 horníků pod zemí; výroba 290 125 q surové železné rudy (z toho vyrobili 128 918 t pražence).
- 1922 – Důlní závod Bindt ztratil samostatnost, byl včleněn do závodu v Máriahute.
- 1924 – Změna hornoslezské kapitálová společnosti na Dřevařský a důlní průmysl, akciová společnost; převzala závod Markušovce (GRETA + Roztoky), začátek ražení Nové štoly z Hrabkové doliny (Hagelsgrundu).
  - Zápis z důlní policejní prohlídky: v Bindte je 114 horníků (z toho 27 mladistvých v dole), 68 na povrchu (18 mladistvých a 10 žen), spolu 182 dělníků. Dobývají se žíly Róbert, Nová a Hrubá, pracuje se na II., III. a IV. hlubinném horizontu, spolu na 26 porubech. Pracuje se na tři směny, denní těžba je 600–1000 q rudy.
- 1928 – Vybudovaná lanovka Nová štola – Šafárka (zrušena v roce 1963, zbořena v letech 1965–1966). Postavený výklopník s unikátním řešením: byl pojízdný, pojal 2 vozíky. Pohyboval se pomocí elektrického motoru po kolejích po celé délce zásobníku a obsluhující pracovník mohl vysypat rudu tam, kde byl zásobník prázdný. Zařízení bylo funkční až do roku 1962.
- 1931 – Zastaveno dobývání železné rudy v Roztokách, likvidační práce do roku 1937. Poté byl závod přestěhován do Markušovců (resp. na Gretl).
  - Otevření školy v domě č.. 30 (lidově „Do turbíny“ – bývalá hydroelektrárna).
  - 31. května – návštěva biskupa Jána Vojtaššáka u příležitosti biřmování
  - Koncem roku se zastavila práce v Roztokách a na Gretlu (Důlní a dřevařský průmysl Markušovce)
- 1932 – Na začátku roku pro děti v osadě Hnilčík a v Roztokách zřídili vývařovnu.
  - Od 31. března byl důl v Bindtu zastaven – udržovalo jej 10 dělníků až do roku 1937.
  - Kamenolom na Zlatníku, založený stavební firmou Bartha a Holý (stavitelé úseku tratě Červená skala – Margecany), pro výrobu kameniva pro budování železnice
  - Založen dobrovolný hasičský sbor v obci Hnilčík (Obecní kronika)
- 1933 – Vystoupení Andreje Hlinky v hostinci Servátek,
- 1935 – V domě č.. 25 na Gezwängu zřídili ambulanci (dvakrát do týdne ordinoval lékař z Nálepkova).
- 1936 – Dřevařský a důlní průmysl, akciová společnost, přešla do sféry Báňské a hutní společnosti (potomek Coburgových důlních a hutních závodů) – převzala závod Markušovce a obnovila těžbu na Gretlu.
  - 15. srpna položili základní kámen nové školy v horním Hnilčíku.
- 1937 – Ukončena novostavba obecní lidové školy. První učitel Ján Frlicka.
  - Od 1. září začal jezdit státní autobus Spišská Nová Ves – Vondrišel.
- 1937–1939 – Obnovení dolu v Bindtu (v roce 1937 je 122 horníků, 153 na povrchu, 5 dozorců, v roce 1939 je 118 horníků, 133 na povrchu, 6 dozorců).
- 1938 – Greta – instalován těžní stroj na elektrický pohon, výrobek strojíren ve Vyhniach, instalováno také elektrické odstředivé čerpadlo na I. a II. obzoru
  - Dne 22. 9. navštívil faru a zdejší školu biskup Ján Vojtaššák.
- 1939 – Banská a hutná společnost v Bindtu upozorňuje na vyčerpané vhodné zásoby železné rudy a to, že ani geologický průzkum rudních žil směřujících na Vondrišel nepřinesl očekávaný efekt. Proto omezila a pak zastavila hornickou činnost. Dne 23. března 1939 bylo poslední vyfárání horníků, propuštěných bylo 256 dělníků.
- 1944 – 22. srpna boj povstaleckých jednotek, obsazení obce, 21. říjen 1944 – 21. leden 1945 – válečné události.
- 1943 – Přichází František Hadri – Drevenický na místní faru. Sčítá lidí: dohromady 1528, z toho 463 v osadě Hnilčík, 578 v obci Hnilčík, 222 v „obecních a městských Roztokách“, 82 v Domcích, 183 v Bindtu.
- 1949 – Sčítání lidu: obec Hnilčík 464 lidí a 89 domů, Bindt 135 osob a 43 domů
- 1950–1956 – Likvidace úzkokolejné tratě Greta – Šafárka
- 1951 – Přeložená škola v Bindtu ze staré závodní školy do budovy č. 116 – staré ambulance závodního lékaře (Obecní kronika)
- 1955 – Založena Tělovýchovná jednota Baník. Vytvořili hokejové mužstvo – při svobodárně vystavěli hokejové hřiště s osvětlením. Oddíl nehrál v soutěži, ale jen přátelská utkání. Založil se zároveň lyžařský oddíl (na tradici z let 1949–1953, kdy se pořádaly závody).
- 1959 – Územní reorganizace: k obci Hnilčík byly přičleněny osady Hnilčík (dosud osada Spišské Nové Vsi) a Roztoky, oddělena osada Delava (přičleněna k obci Hnilčík).
  - Na svahu Mráznice vybudované základy lyžařského vleku (použitý důlní vrátek ze zrušené svážné na Šafárce).
- 1960 – Elektrifikace Bindtu (22.–26. listopadu postavený transformátor)
- 1961–1965 – Rekonstrukce „prašné“ státní silnice přes obec Hnilčík (od Kiry do Nálepkova), asfaltování
- 1961 – Obec získala současnou administrativně správní podobu (katastr).

### Staré názvy obce
- 1315 silva páru Guylnitz
- 1828 Hnilczek
- 1920 Hnilčík

## Politika

### Starostové obce
V Hnilčíku jsou známí následující představitelé samosprávy:
- Matouš Ištok – rychtář (?, Známý z roku 1785),
- Michal Renner – rychtář (?, Zápis z roku 1886),
- Zajac Jozef – rychtář (1900–1913),
- Novák Ján – rychtář (1913–1918),
- Oravec Štefan – rychtář (1918–1924),
- Herich Karol – rychtář (1924–1931),
- Paciga Jozef – rychtář (1931–1936),
- Matuš Ján – rychtář (1936–1938),
- Dugas Vincent – rychtář (1938–1939),
- Krestian Ján, vládní komisař (1939–1943), (v letech 1941–1945 byl v obci i notářský úřad)
- Matuš Michal, vládní komisař (1943–1944),
- Kacíř Ladislav, starosta (1944–1945),
- Bockau Josef, starosta, 29. 1. 1945 – 11. 2. 1945 – odvolán,
- Kacíř Ján, předseda místního národního výboru (1945–1946),
- Fabiny Adolf, předseda místního národního výboru (1946–1948),
- Dugas Ladislav, předseda prozatímní národní rady (1948–1951),
- Vařečka Gustáv (předseda MNV 1951–1958),
- Oravec Ľudovít, předseda MNV (1958–1963),
- Fabiny Stanislav, předseda MNV (1963–1972),
- Ondrejčík Ján, předseda MNV (1972–1984),
- Novotta Blažej, předseda MNV (1984–1985),
- Fabian František, předseda MNV (1985–1990),
- Seman Štefan, starosta (1990–1992),
- Fabian Vladimír, starosta (1992–2008)

### Zastupitelstvo
- 1990–1994 – 11 zastupitelů
- 1994–1998 – 11 zastupitelů (9 HZDS, 1 KDH, 1 SDĽ)
- 1998–2002 – 11 zastupitelů (9 HZDS, 2 KDH)
- 2002–2006 – 5 zastupitelů (3 HZDS, 1 KDH, 1 NEKA)

## Obyvatelstvo
Vývoj obyvatelstva od roku 1869:
| Rok sčítání | Počet obyvatel | Počet domů |
| ----------- | -------------- | ---------- |
| 1869        | 909            | –          |
| 1880        | 1 041          | 121        |
| 1890        | 883            | 129        |
| 1900        | 973            | 149        |
| 1910        | 945            | 152        |
| 1921        | 978            | 149        |
| 1930        | 861            | 160        |
| 1950        | 978            | 244        |
| 1961        | 1 241          | 234        |
| 1970        | 1 067          | 233        |
| 1980        | 795            | 217        |
| 1991        | 526            | 176        |
| 2001        | 487            | 152        |

Složení obyvatelstva podle náboženského vyznání (2001):
| Církev                 | Počet obyvatel | %    |
| ---------------------- | -------------- | ---- |
| Římskokatolická církev | 453            | 93,0 |
| Řeckokatolická církev  | 1              | 0,2  |
| Bez vyznání            | 23             | 4,7  |
| Ostatní a nezjištěno   | 10             | 2,1  |

Složení obyvatelstva podle národnosti (2001):
| Národnost            | Počet obyvatel | %    |
| -------------------- | -------------- | ---- |
| Slovenská            | 479            | 98,4 |
| Česká                | 3              | 0,6  |
| Ostatní a nezjištěno | 5              | 1,0  |

## Pamětihodnosti
- Katolický kostel sv. Kříže
  - Byl postavený v letech 1882 až 1885 v pseudorománském slohu podle projektu ing. J. Kepplera ze Spišské Nové Vsi. Jednolodí s polygonálním uzávěrem a představěnou dvoupatrovou věží. Presbytář je zaklenutý konchou, loď pruskou klenbou. Fasády jsou zcela hladké. Hlavní oltář je pseudorománského slohu a pochází z roku 1926. Boční oltáře (Lurdské P. Marie, sv. Klimenta papeže, patrona horníků), kazatelna, křtitelnice a varhany jsou v pseudorománském a pseudogotickém slohu z konce 19. stol. volný obraz Kalvárie z bývalého hlavního oltáře od A. Springera z roku 1885. Zvon z roku 1767 (přenesený z Markušovců).
- Kaple sv. Jana Nepomuckého
  - Byla postavena v klasicistním slohu v 19. století, je obdélníkového půdorysu, zaklenutá valenou klenbou. Na zděné menze stojí menší socha světce.

Pomník obětem vojenského neštěstí, kdy se srazily dvě stíhačky Mig-29 na sedle Grajnár. Jeden z pilotů zahynul.

## Hospodářství a infrastruktura
V obci se nachází římskokatolický farní úřad a mateřská škola – Hnilčík 39.

## Osobnosti
- Pavol Rozlozsnik (1880–1940) – geolog
- František Hadri-Drevenický (1905–1961) – kněz, básník, regionální historik, etnograf
- Ján Kovalčík (1834–1902) – učitel, publicista a básník, národní buditel
- František Matouš (* 1936) – vysokoškolský pedagog, muzikolog a historik hudby
- Marián Servátka (* 1951) – publicista, vysokoškolský pedagog, diplomat, velvyslanec Slovenska v Polsku a ve Vatikánu
- Marián Jančura (* 1952) – geolog, publicista
- Miloš Greis – horolezec, cestovatel, fotograf